# Parafia św. Barbary w Lalkowach
Parafia św. Barbary w Lalkowach – rzymskokatolicka parafia z siedzibą w Lalkowach, należy do dekanatu Nowe nad Wisłą, w diecezji pelplińskiej.
Od 2016 proboszczem jest ks. dr Wojciech Kardyś.

## Zasięg parafii
Do parafii należą wierni z miejscowości: Bukowiny, Cisowy, Frąca, Lisówko, Lalkowy, Rynkówka, Smętówko, Udzierz, Włosienica.

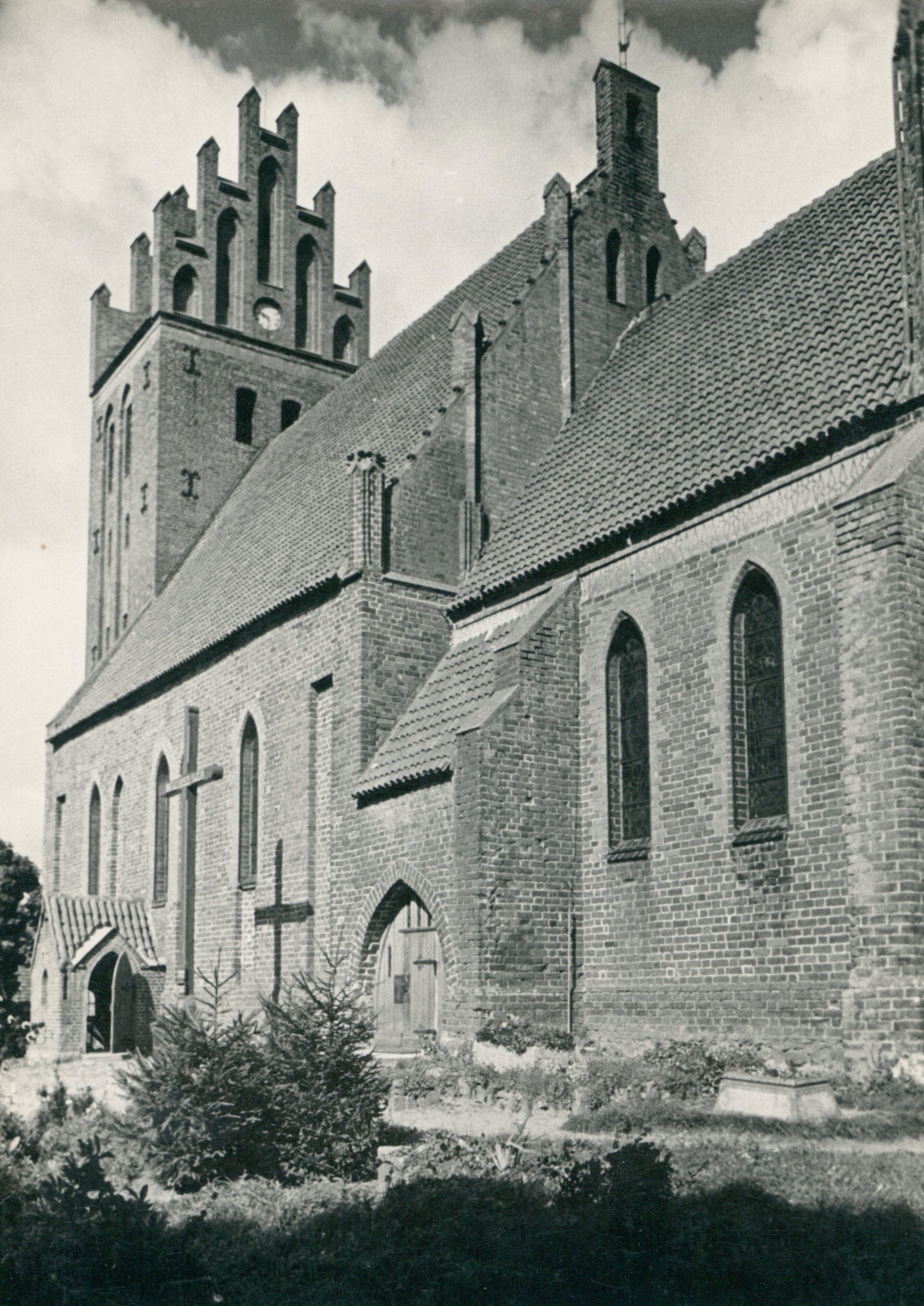
Kościół św. Barbary w latach 30. XX w.